# Karl Friedrich von Savigny
Karl Friedrich von Savigny, född den 19 september 1814 i Berlin, död den 11 februari 1875 i Frankfurt am Main, var en preussisk diplomat, son till Friedrich Karl von Savigny. 
Savigny innehade före 1864 några sändebudsposter, var 1864-66 Preussens representant vid förbundsdagen i Frankfurt och förde sedan jämte Bismarck fredsunderhandlingarna med de tyska stater, som 1866 deltagit i kriget med Preussen. Då han inte, som allmänt troddes skola ske, utnämndes till rikskansler i Nordtyska förbundet, utträdde han 1868 ur statens tjänst samt blev i stället inom riksdagen, som en av det klerikala centerpartiets ledare (1870-71), en skarp motståndare till regeringen. 